# The Broadway Travellers
The Broadway Travellers ist eine Sammlung von bedeutenden Reisebeschreibungen und Entdeckungsfahrten, die in den späten 1920er und in den 1930er Jahren zunächst in London erschien. Herausgeber der Reihe waren der britische Orientalist Sir Edward Denison Ross (1871–1940) und die englische Historikerin Eileen Power (1889–1940). Sämtliche Texte wurden in die englische Sprache übertragen. Es stellt eine einzigartige, im Festlandeuropa unerreichte Buchreihe dar, zu der anerkannte Fachforscher von hohem Rang ihren Beitrag lieferten. Manche Übersetzungen wurden eigens für die Reihe neu angefertigt. Alle Werke sind mit Einführungen und Anmerkungen, Karten und Appendices sowie Indices versehen.
| Autor / Hrsg. des Bandes                                       | Buchtitel (englisch) | Originaltitel | Übersetzer | Zeit | Sonstiges |
| -------------------------------------------------------------- | --- | --- | --- | ---- | --- |
| Pero Tafur                                                     | Travels and Adventures 1435–1439 | Andanças e viajes de Pero Tafur por diversas partes del mundo ávidas (1435–1439)                                                                 | |      | Textarchiv – Internet Archive |
| Ruy González de Clavijo                                        | Clavijo’s embassy to Tamerlane 1403–1406 | | Transl. from the Spanish by Guy Le Strange with an introd.                                                                                                |      | |
| Hans Staden                                                    | Hans Staden: the true history of his captivity, 1557. | Warhaftige Historia und beschreibung eyner Landtschafft der Wilden Nacketen, Grimmigen Menschfresser-Leuthen in der Newenwelt America gelegen... | Translated and edited by Malcolm Henry Ikin, with an introduction and notes.                                                                              |      | |
| Willem Ysbrantsz Bontekoe                                      | Memorable Description of the East Indian Voyage 1618–1625. | | Translated from the Dutch by Mrs. C. B. Bodde-Hodgkinson and Pieter Geyl. With an Introduction and Notes by Professor Geyl.                               |      | |
| Regis Evariste Huc und Joseph Gabet                            | Travels in Tartary, thibet and China 1844–1846. | | Translated by William Hazlitt. Now edited, with an Introduction by Professor Paul Pelliot.                                                                |      | |
| Bernal Diaz del Castillo                                       | The Discovery and Conquest of Mexico 1517–1521 | | Ed. from the original ms. by Genaro Garcia, translated with introduction and notes by A. P. Maudslay.                                                     |      | archive.org |
| Elkan Nathan Adler, Hrsg.                                      | Jewish Travellers | | |      | Textarchiv – Internet Archive |
| John Macdonald                                                 | Memoirs of an Eighteenth Century Footman; John Macdonald’s Travels (1745–1779) | | |      | |
| Li Chih-Ch'ang (Li Zhichang)                                   | The Travels of an Alchemist. The Journey of the Taoist Ch'ang-Ch'un from China to the Hindukush at the Summons of Chingiz Khan. Recorded by his disciple Li Chih-Ch'ang                                                 | Changchun zhenren xiyou ji | Translated with an introduction by Arthur Waley |      | |
| Marc Lescarbot                                                 | Nova Francia: a Description of Acadia, 1606 | | |      | |
| Thomas Herbert                                                 | Travels in Persia: 1627–1629 | | Abridged and ed. by Sir William Foster |      | |
| Johann Albrecht von Mandelslo                                  | The Voyages and Travels of Mandelslo | | |      | |
| Fernão Guerreiro                                               | Jahangir and the Jesuits; With an Account of the Benedict Goes and the Mission to Pegu | | |      | Textarchiv – Internet Archive |
| Charles Ralph Boxer, Hrsg.                                     | Commentaries of Ruy Freyre de Andrada, in which are Related his Exploits from the Year 1619, in which he left this Kingdom of Portugal as General of the Sea of Ormuz, and Coast of Persia, and Arabia, until his Death | | |      | The first translation of the Commentarios since original publication in 1647. |
| Ibn Battuta                                                    | Travels in Asia and Africa 1325–1354 | | Hamilton Alexander Rosskeen Gibb (translator) |      | archive.org |
| Marco Polo                                                     | The Travels of Marco Polo | | Translated into English from the text of Luigi Foscolo Benedetto by Aldo Ricci.                                                                           |      | |
| Hernando Cortes                                                | Five Letters 1519–1526 | | Translated by J. Bayard Morris. |      | Die fünf Briefe befassen sich mit der Eroberung und Unterwerfung von Mexiko der Jahre von 1519 bis 1526 |
| Thomas Gage                                                    | The English-American: A New Survey of the West Indies, 1648 | | Ed. with an introd. by Arthur Percival Newton |      | Titel der 1. engl. Ausg.: The English-American: his travail by sea and land: or, a new survey of the West-Indias, containing a journall of three thousand and tree hundred miles within the main land of America … / by the true and painful endeavours of Thomas Gage … – London: Cotes, 1648 |
| J. Courtenay Locke, Hrsg.                                      | The First Englishmen in India: Letters and Narratives of Sundry Elizabethans written by themselves | | Written by themselves and ed. with an introd. and notes by J. Courtenay Locke                                                                             |      | Digitalisat |
| Pierre du Jarric                                               | Akbar I. and the Jesuits: an account of the Jesuit missions to the court of Akbar | | Translated by Charles H. Payne |      | Textarchiv – Internet Archive |
| Edward Denison Ross (Hrsg.)                                    | Sir Anthony Sherley and His Persian Adventure. Including some Contemporary Narratives relating thereto | | |      | |
| Henry Teonge                                                   | The Diary of Henry Teonge: Chaplin on Board H.M.'s Ships Assistance, Bristol, and Royal Oak, 1675–1679. | | Translated by G. E. Manwaring |      | (DNB) |
| Captain Basil Hall                                             | Travels in India, Ceylon and Borneo | | H. G. Rawlinson, ed. |      | |
| Madame d' Aulnoy (Marie-Catherine d’Aulnoy, 1650 oder 51–1705) | Travels into Spain: Being The Ingenious Diverting Letters of the Lady – Travels into Spain. | | Translated in the year of its publication from Relation du voyage d’espagne (1691) and now published with an Introduction and Notes by R. Foulche-Delbosc |      | |
| Don Juan of Persia (fl. 1600)                                  | Don Juan of Persia. A Shi'ah Catholic 1560–1604 | | Translated and Edited with an Introduction by Guy Le Strange.                                                                                             |      | Textarchiv – Internet Archive |
| Ippolito Desideri                                              | An Account of Tibet: The Travels of Ippolito Desideri of Pistoia, S.J., 1712–1727 | | Filippo Di Filippi (Editor); C. Wessels S.J. (Introduction):                                                                                              |      | |
| Francesco Carletti                                             | Voyages (1594–1602) | | Tr. and ed. Janet Ross. |      | |
| André Thevet                                                   | The New-founde World or Antarcticke. 1568. | | Ed. Charles Singer. |      | |
| James Bruce                                                    | Journey to the Source of the Nile, 1768–1773 | | Abridged ed., Osbert Sitwell. |      | |